# پیتر کلس
پیتر کلس (هلندی: Pieter Claesz؛ ۱۵۹۷–۱ ژانویه ۱۶۶۰) نقاش اهل هلند بود.
وی در عصر طلایی نقاشی هلند در قرن ۱۷ میلادی زندگی می‌کرده و بیشتر آثارش با موضوع طبیعت بی‌جان بوده‌است.

## نگارخانه

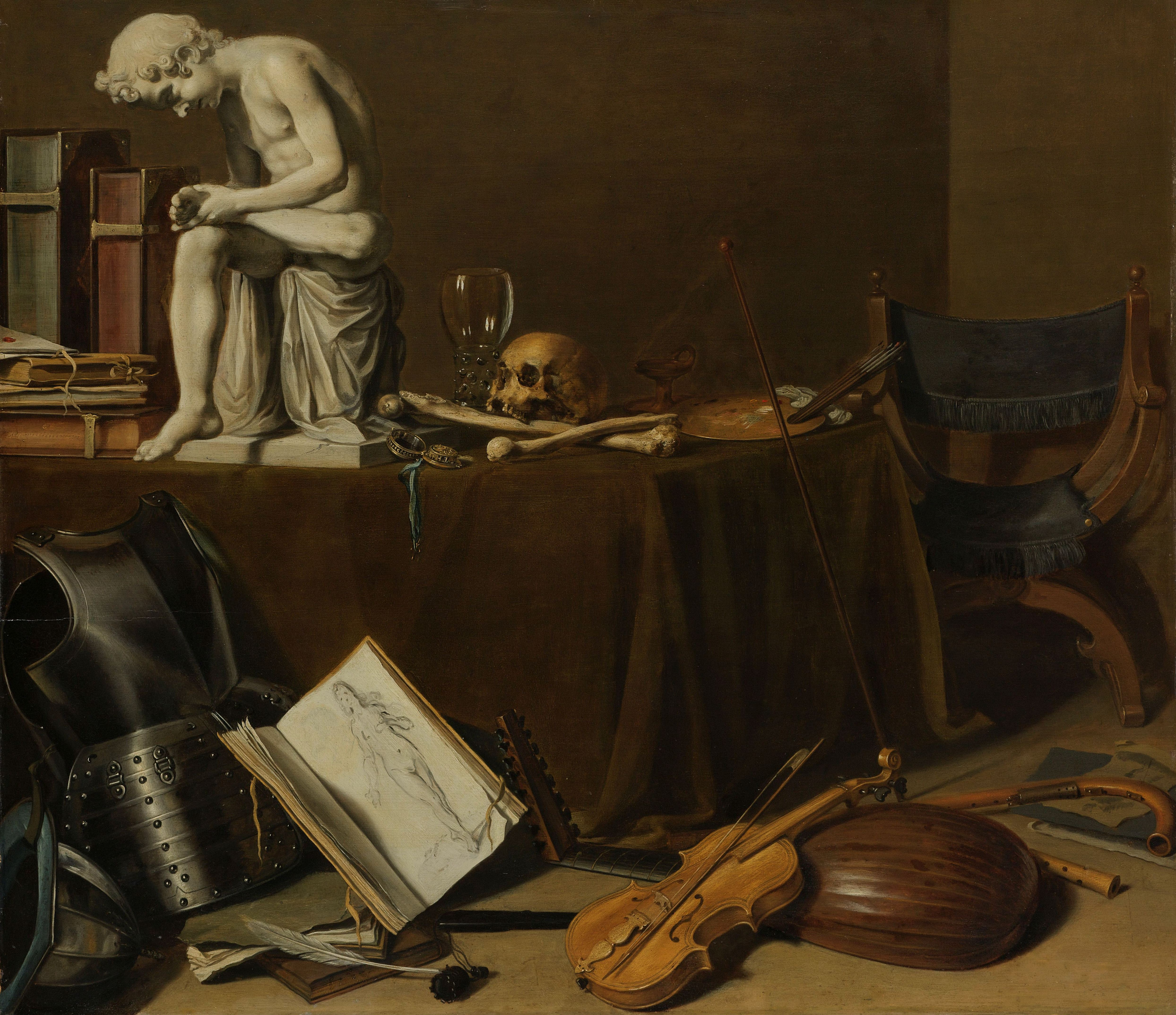
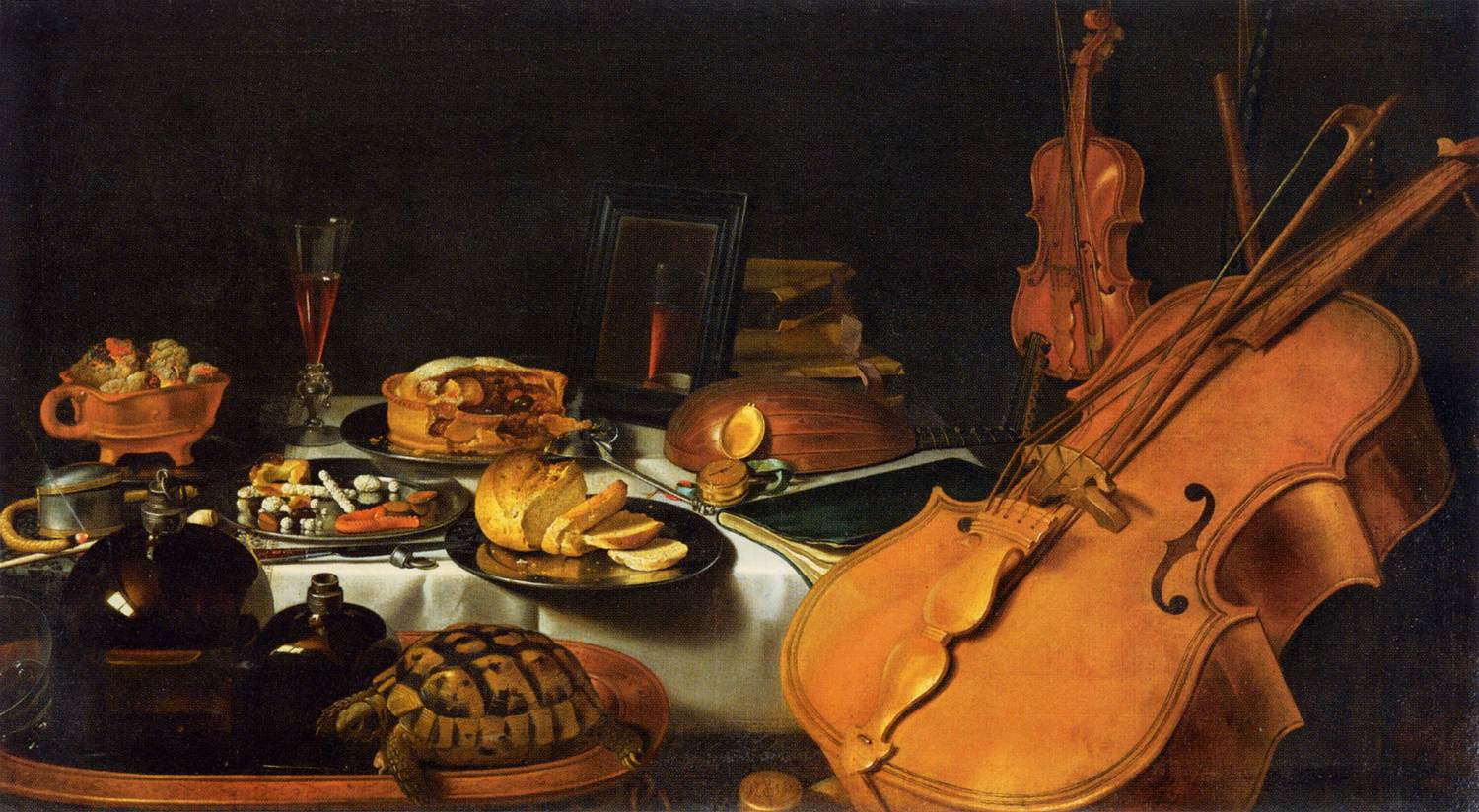
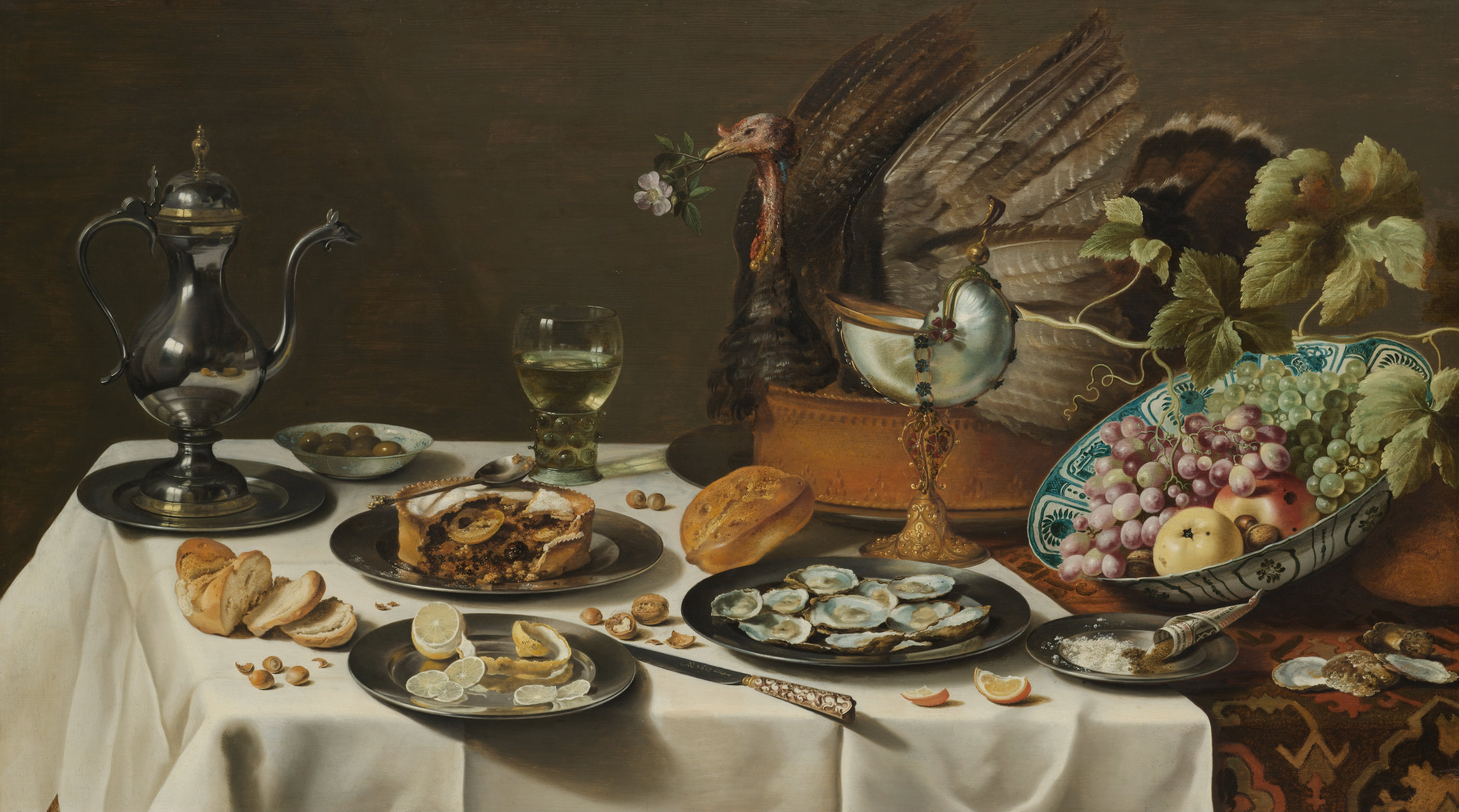
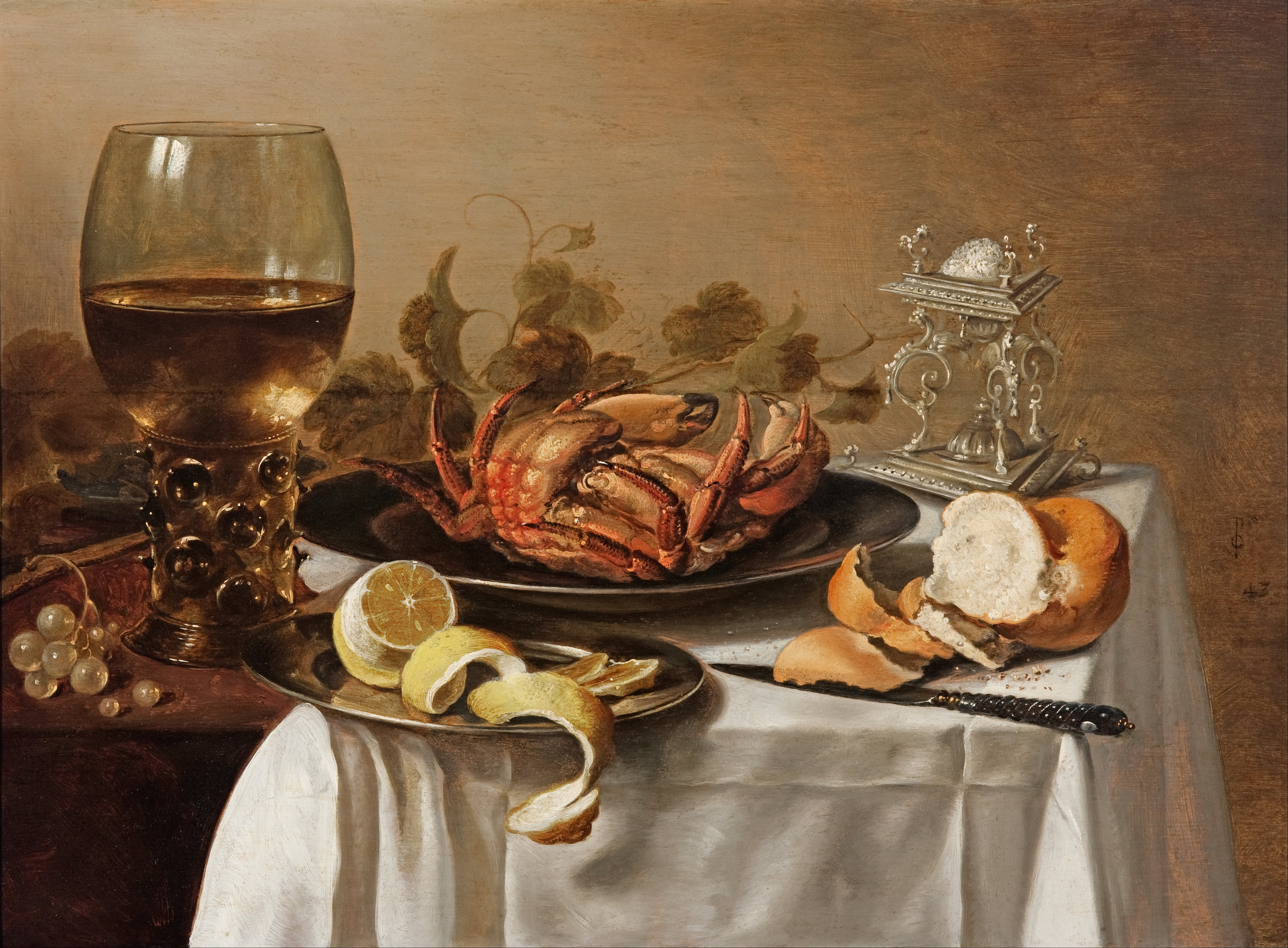
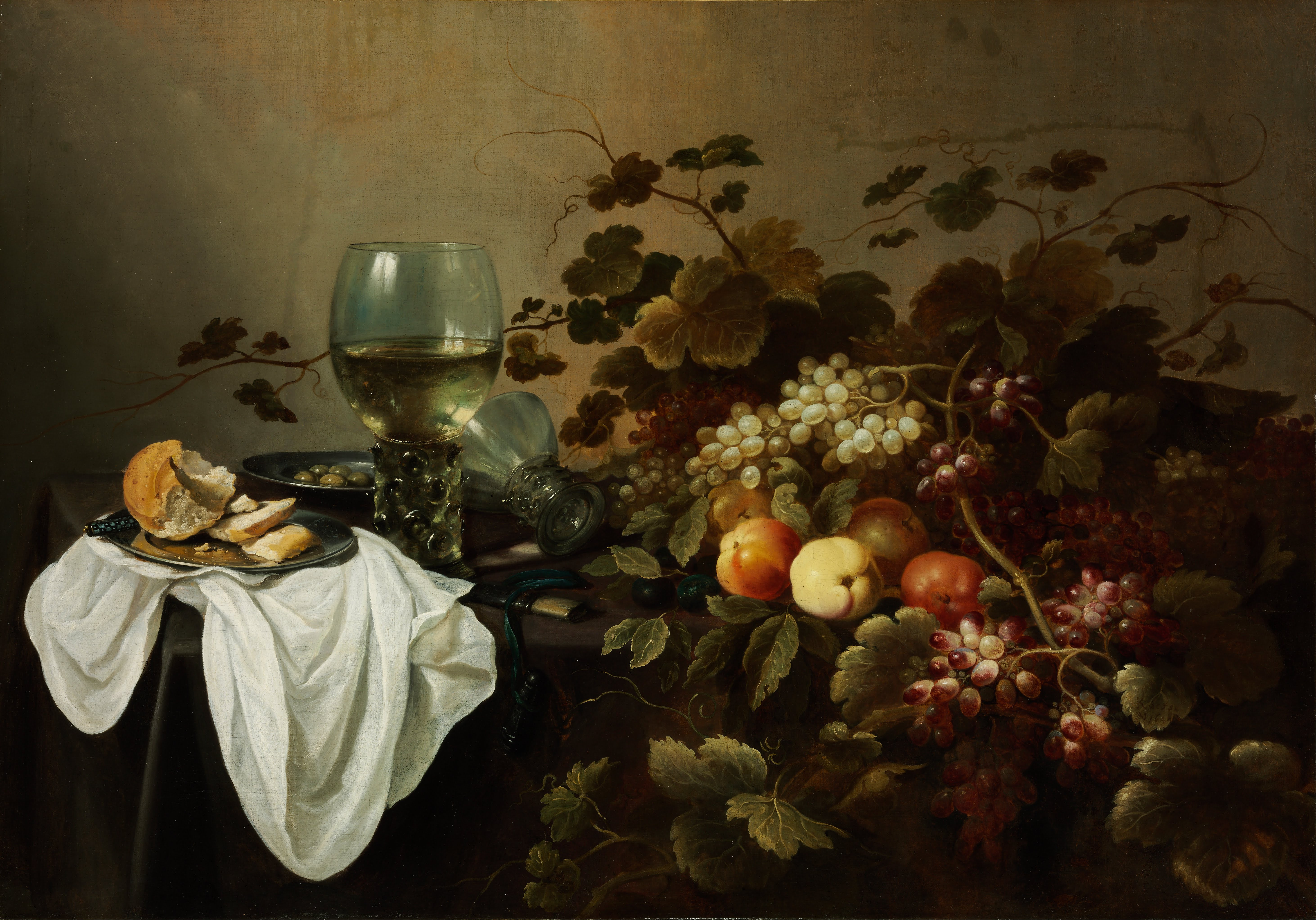
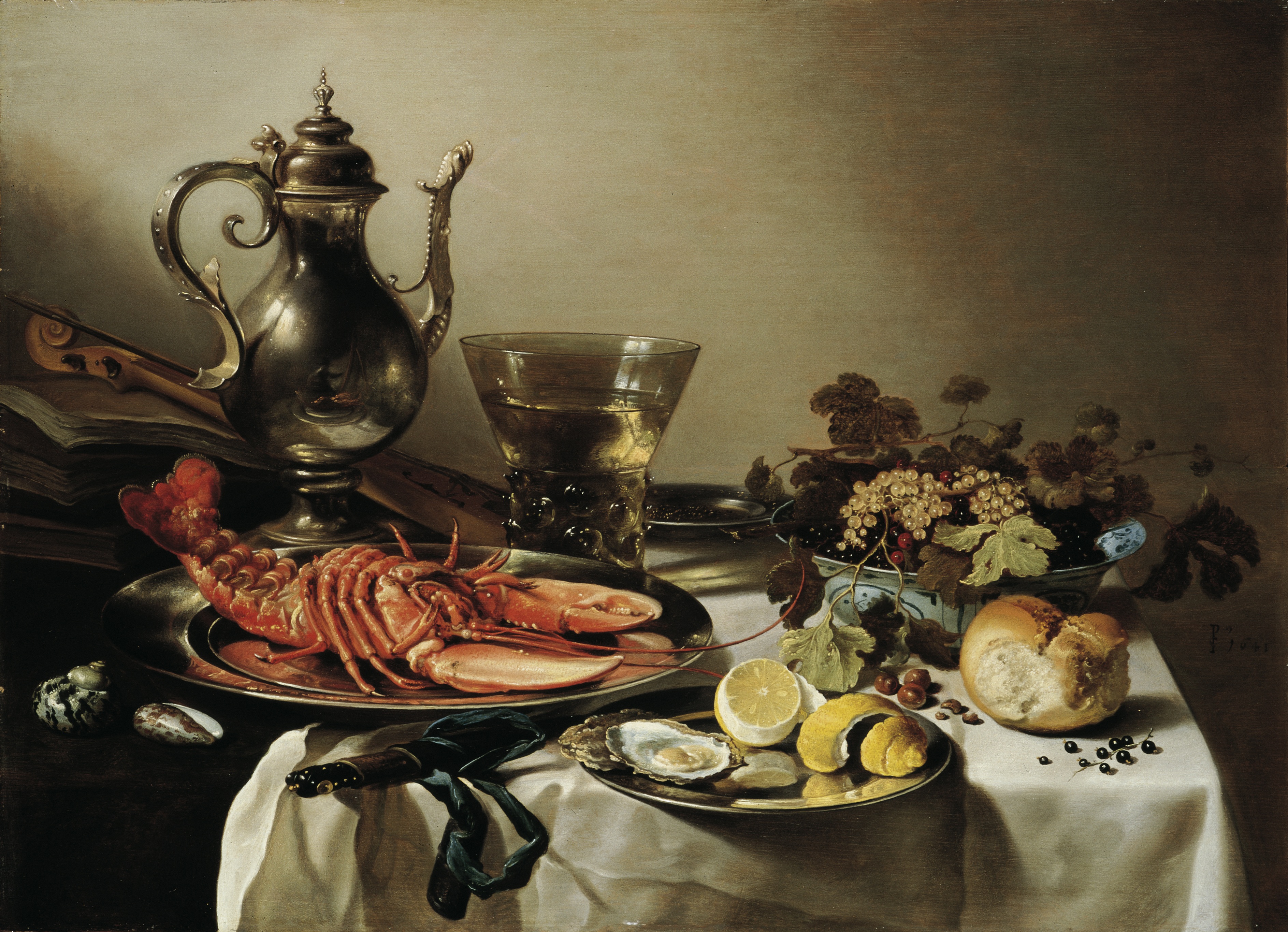